# KANJANI∞ LIVE TOUR JUKE BOX
- SUPER EIGHTのライブ一覧 > 関ジャニ∞ LIVE TOUR JUKE BOX
- JUKE BOX > 関ジャニ∞ LIVE TOUR JUKE BOX

『関ジャニ∞ LIVE TOUR JUKE BOX』（かんジャニエイト ライブツアー ジュークボックス）は、2013年11月8日から2014年1月19日にかけて開催された関ジャニ∞のライブツアー。『KANJANI∞ LIVE TOUR JUKE BOX』（読み同じ）のタイトルで、2014年4月30日にインペリアルレコードから10枚目のライブDVD/Blu-rayとして発売された。

## 概要
- 前作『KANJANI∞ LIVE TOUR!! 8EST 〜みんなの想いはどうなんだい?僕らの想いは無限大!!〜』から約1年1か月振りのリリース。
- 本作は初回限定盤、通常盤、Blu-ray盤の3形態でリリース。
- 2013年11月8日から開催された自身2年ぶり2度目の5大ドームツアー『関ジャニ∞ LIVE TOUR JUKE BOX』の千秋楽である2014年1月19日の京セラドーム大阪公演を収録。尚、最終日の特別演出で通常の構成でなかったため、「狩(仮)」においては前日1月18日公演の映像を本編に収録。19日バージョンをマルチアングルとしてBlu-ray盤に収録。またライブラストに行っていた通常アンコール曲の「ここにしかない景色」も、同18日公演の模様をBlu-rayに収録されている。
- 初回限定盤の特典DVDには、本ライブツアーのメイキングや各会場のMCダイジェスト、アルバム発売からツアーを通して行ってきたユニットで争う「男気対決」の罰ゲームである「男気対決罰ゲーム！ 24時間 "超密着" 共同生活!!」を収録。尚、ツアーメイキングの中には、メンバーの横山裕がトランペットを始め、練習に勤しむドキュメントも収められている。
- Blu-ray盤には、「ブリュレ」「All is well」のマルチアングルと、「ビースト!!」の会場ビジョンで流れていたMV、「狩(仮)」の日替わり演出を収録。更に、本作発売前に発売された27thシングル『キング オブ 男!』の初回限定盤A・Bの特典DVDに収録されたミュージック・ビデオと会場の初披露映像を再収録している。また隠しトラックとして「TAKOYAKI in my heart」の渋谷・丸山の一部分をカメラが狙ったマルチアングルが挿入されている。
- 初回限定盤は、三方背ケース（3Dレンチキュラー仕様）＋デジパック仕様であり、LIVE PHOTO BOOK（44P）を封入。
- バンドマスター（兼ギター）として大西省吾[5]、ギターにPeach、トランペッターとしてYOKAN[6]など、これまで関ジャニ∞の楽曲に多く関わってきたアーティストがツアーに参加している他、「ビースト!!」PVは中村哲平監督を迎え[7]、武田梨奈[8]や猫ひろしなども出演している。

## 公演日程
| 年     | 月   | 日   | 開演時間 | 会場                          |
| ------ | ---- | ---- | -------- | ----------------------------- |
| 2013年 | 11月 | 8日  | 18:00    | 東京ドーム（東京都）          |
| 2013年 | 11月 | 9日  | 17:00    | 東京ドーム（東京都）          |
| 2013年 | 11月 | 10日 | 17:00    | 東京ドーム（東京都）          |
| 2013年 | 12月 | 14日 | 17:00    | 札幌ドーム（北海道）          |
| 2013年 | 12月 | 21日 | 17:00    | ナゴヤドーム（愛知県）        |
| 2013年 | 12月 | 22日 | 17:00    | ナゴヤドーム（愛知県）        |
| 2013年 | 12月 | 23日 | 15:00    | ナゴヤドーム（愛知県）        |
| 2014年 | 1月  | 1日  | 17:00    | 福岡ヤフオク!ドーム（福岡県） |
| 2014年 | 1月  | 2日  | 15:00    | 福岡ヤフオク!ドーム（福岡県） |
| 2014年 | 1月  | 17日 | 18:00    | 京セラドーム大阪（大阪府）    |
| 2014年 | 1月  | 18日 | 12:00    | 京セラドーム大阪（大阪府）    |
| 2014年 | 1月  | 18日 | 18:00    | 京セラドーム大阪（大阪府）    |
| 2014年 | 1月  | 19日 | 15:00    | 京セラドーム大阪（大阪府）    |

## 販売形態
- 発売日：2014年4月30日
  - 初回限定盤（TECI-8879~8882：4DVD）
    - 三方背ケース（3Dレンチキュラー仕様）＋デジパック仕様
    - LIVE PHOTO BOOK（44P）封入

  - 通常盤（TECI-8883~8884：2DVD）
    - J.B.S（ジュークボックスステッカー）封入（初回プレス盤のみ）

  - Blu-ray盤（TEXI-8806：Blu-ray）
    - 三方背スリーブケース仕様（初回プレス盤のみ）
    - 5.1chサラウンド収録
- 発売日：2015年7月1日
  - 通常盤：再発売（JABA-5225~5226：2DVD）
    - 自身の所属レコード会社を『テイチクエンタテインメント』から『INFINITY RECORDS』へ移籍したため、INFINITY RECORDSより再発売。

  - Blu-ray盤：再発売（JAXA-5018：Blu-ray）
    - 5.1chサラウンド収録
    - 上述の理由により、INFINITY RECORDSより再発売。

## 収録内容

### 本編映像（セットリスト）
※各DVD盤は、Disc 1にM-1~16、Disc 2にM-17以降を収録。
1. ブリュレ
2. 夕闇トレイン
3. 宇宙に行ったライオン
4. LIFE〜目の前の向こうへ〜
5. Dear Summer様!!
6. あおっぱな
7. T.W.L
8. TAKOYAKI in my heart
9. Sorry Sorry love
10. Dye D?
11. Water Drop
12. 涙の答え
13. ひびき
14. 青春ノスタルジー
15. クラゲ
16. ココロ空モヨウ

＜MC＞
1. ビースト!! / 村上信五・丸山隆平・錦戸亮
2. 狩(仮) / 横山裕・渋谷すばる・安田章大・大倉忠義
3. あなたへ
4. へそ曲がり
5. ズッコケ男道
6. 無責任ヒーロー
7. Your WURLITZER
8. West side!!
9. レスキューレスキュー
10. Eightopop!!!!!!!
11. All is well

＜アンコール＞
1. イッツ マイ ソウル
2. モンじゃい・ビート

＜Wアンコール＞
1. キング オブ 男!
2. 急☆上☆Show!!

＜エンドロール＞
- 初回限定盤
  - ここにしかない景色 "JUKE BOX" Remix
- 通常盤・Blu-ray盤
  - へそ曲がり "JUKE BOX" Remix

### 特典映像

#### 初回限定盤
| #         | タイトル                 | 作詞   | 作曲・編曲 | 時間   |
| --------- | ------------------------ | ------ | ---------- | ------ |
| 1.        | 「TOURメイキング」       |        |            | 94:54  |
| 2.        | 「各会場MCダイジェスト」 |        |            | 145:47 |
| 合計時間: | 合計時間:                | 240:41 |            |        |

| #         | タイトル             | 作詞   | 作曲・編曲 |
| --------- | -------------------- | ------ | ---------- |
| 1.        | 「罰ゲームへの決意」 |        |            |
| 2.        | 「昼食」             |        |            |
| 3.        | 「子守り」           |        |            |
| 4.        | 「変顔しりとり」     |        |            |
| 5.        | 「丸山登場」         |        |            |
| 6.        | 「おやつの時間」     |        |            |
| 7.        | 「村上登場」         |        |            |
| 8.        | 「関西弁禁止」       |        |            |
| 9.        | 「夕食」             |        |            |
| 10.       | 「楽曲を作れ」       |        |            |
| 11.       | 「風呂」             |        |            |
| 12.       | 「錦戸からの…」      |        |            |
| 13.       | 「就寝」             |        |            |
| 14.       | 「起床」             |        |            |
| 15.       | 「エンディング」     |        |            |
| 合計時間: | 合計時間:            | 173:49 |            |

#### Blu-ray盤
| #         | タイトル                           | 作詞 | 作曲・編曲 | 時間 |
| --------- | ---------------------------------- | ---- | ---------- | ---- |
| 1.        | 「ここにしかない景色」(アンコール) |      |            | 4:55 |
| 合計時間: | 合計時間:                          | 4:55 |            |      |

| #         | タイトル                                                | 作詞  | 作曲・編曲 | 時間 |
| --------- | ------------------------------------------------------- | ----- | ---------- | ---- |
| 1.        | 「ブリュレ」                                            |       |            | 7:16 |
| 2.        | 「TAKOYAKI in my heart」                                |       |            | 4:58 |
| 3.        | 「ビースト!!」(Music Clip / 村上信五・丸山隆平・錦戸亮) |       |            | 5:01 |
| 4.        | 「狩(仮)」(横山裕・渋谷すばる・安田章大・大倉忠義)      |       |            | 6:50 |
| 5.        | 「All is well」                                         |       |            | 5:42 |
| 6.        | 「キング オブ 男!」(Music Clip)                         |       |            | 6:09 |
| 合計時間: | 合計時間:                                               | 35:56 |            |      |

## CD未収録曲

### ありがとう
『ありがとう』は、関ジャニ∞（横山裕・渋谷すばる・安田章大・大倉忠義）の楽曲。本項映像作品の初回限定盤に収録されている特典映像『男気対決罰ゲーム! 24時間 "超密着" 共同生活!!』で制作された。
2022年8月現在、CD未収録である。
尚、2ndアルバム『KJ2 ズッコケ大脱走』に収録された楽曲「ありがとう。」とは異なる曲である。

#### クレジット
- 作詞・作曲：横山裕、渋谷すばる、安田章大、大倉忠義
- 作品コード[注 10]：500-9977-9

#### 収録作品
ライブ映像
- 11thライブDVD/Blu-ray『十祭』

※7人によるバンドアレンジで披露。

その他
- 本項『KANJANI∞ LIVE TOUR JUKE BOX』(初回限定盤 特典DVD)

※本曲の制作映像および初披露映像。